# Douglas Augusto
Douglas Augusto Soares Gomes, mais conhecido apenas como Douglas Augusto (Rio de Janeiro, 13 de janeiro de 1997), é um futebolista brasileiro que atua como volante. Atualmente, joga no Krasnodar.

## Carreira

### Fluminense
Douglas começou sua carreira no futsal do Fluminense, e aos 13 anos, já era destaque nas quadras do clube. Os anos foram se passando, e aos 15, passou para o time de futebol e começou a treinar em Xerém. Se destacando nos treinos, o volante começou a passar por cada categoria do tricolor carioca. Foi no sub-20 do Flu que teve mais destaque. Campeão do Brasileiro Sub-20 de 2015 e artilheiro do Flu na competição, com 15 gols, foi nesse mesmo ano em que estreou em sua primeira partida oficial, contra o Flamengo. Desde então, veio sendo destaque do time e foi convocado para a Seleção Brasileira Sub-20.
Em 102 jogos, o atleta destacou-se no elenco por ter conquistado três títulos: Primeira Liga de 2016, Taça Guanabara de 2017 e a Taça Rio de 2018.

### Corinthians

#### 2018
Após passagem pelo Fluminense, que teve um fim dramático, pois o jogador sofrido artrite reativa, o atleta assinou com o Corinthians em julho de 2018.
| “                                         | Fala, fiel torcida, tá chegando aqui o Douglas, mais um guerreiro para ajudar meus companheiros. Cheguei para somar. Pode ter certeza que raça não vai faltar. Tá chegando mais um louco pro bando de loucos. Vamos com tudo em busca de títulos. | ” |
| — Douglas em apresentação no Corinthians. | |   |

Apesar dos destaque no time carioca, Douglas não conseguiu repetir isso atuando em São Paulo. O futebol apresentado pelo meio-campista não conseguiu ser do agrado da diretoria e dos torcedores. Por isso, após apenas 22 partidas, o atleta foi emprestado para outra equipe do Brasil.

### Bahia (empréstimo)

#### 2019
Contrapondo sua passagem pelo clube anterior, o jogador obteve destaque em suas 30 partidas pelo clube Bahia, chegando a vencer o Campeonato Baiano em 2019. O meio-campista, no entanto, não durou muito tempo na equipe nordestina, pois logo foi negociado, antes mesmo do fim de 2019, para o futebol europeu.

### PAOK
Durante a pausa para a Copa América de 2019, Douglas foi vendido pelo Corinthians para o PAOK, da Grécia, após meia temporada atuando por empréstimo no Bahia.
No clube grego, Douglas jogou por quatro temporadas. Nessa passagem, o jogador chegou a jogar pelas Eliminatórias da Liga dos Campeões, Liga Europa da UEFA e Eliminatórias da Liga Conferencia Europa da UEFA. Com isso, o atleta havia conseguido jogar por todas as competições Continentais disponíveis no futebol local. 
Após 126 partidas, e um título conquistado, ele deixou a Grécia para jogar na França.

### Nantes

#### 2023–24
No dia 9 de agosto de 2023, o Nantes comprou Douglas pelo valor de 5,3 milhões de euros. O seu ex-time terá direito a 10% do valor de uma venda futura.
Douglas estreou pelo Nantes na primeira rodada da Ligue 1, em uma derrota diante o Toulouse. Em sua primeira temporada, o jogador sofreu uma lesão no joelho no mês de outubro e isso o deixou ausente de 4 partidas.
Após esse momento delicado, o jogador voltou a desempenhar um futebol satisfatório. E, após jogar muito bem no primeiro mês de 2024, o jogador recebeu o prêmio de Melhor Jogador do Mês de Janeiro do Nantes. A votação foi feita pelos próprios torcedores da equipe francesa. Em duas temporadas pelo Nantes, Douglas disputou 57 partidas e marcou quatro gols.

### Krasnodar
Em 12 de julho de 2025, após duas temporadas de destaque com a camisa do Nantes, da França, Douglas foi anunciado como novo reforço do Krasnodar, da Rússia. O contrato é de três anos, até julho de 2028, e ele vestirá a camisa 66 do Touro, que neste ano conquistou o inédito título do Campeonato Russo.

## Características
Douglas se destaca por sua velocidade nos desarmes e agilidade nos passes. É considerado um volante moderno, seus chutes de fora da área são perigosos e sua versatilidade também é considerada como destaque.

## Títulos
Fluminense
- Primeira Liga: 2016
- Taça Guanabara: 2017
- Taça Rio: 2018

Bahia
- Campeonato Baiano: 2019

PAOK
- Copa da Grécia: 2020–21[17]